# Sarpol-e Zahab
Sarpol-e Zahab (pers. سرپل ذهاب) – miasto w Iranie, w ostanie Kermanszah. W 2006 roku miasto liczyło 34 632 mieszkańców w 8210 rodzinach.